# Caviceps
Caviceps là một chi ruồi trong họ Chloropidae.